# Val Mara (comune)
Val Mara  è un comune svizzero sparso di 3.077 abitanti del Canton Ticino, nel distretto di Lugano.

## Geografia fisica
Val Mara si trova a sud di Lugano, sulle rive del lago di Lugano (Ceresio). Il torrente Mara scorre nella valle omonima, che dà il nome al comune.

## Storia
Il comune di Val Mara è stato istituito il 10 aprile 2022 in seguito all’aggregazione dei comuni di Maroggia, Melano e Rovio.

### Simboli
Lo stemma è stato adottato il 26 settembre 2022.
La fascia ondata ricorda le acque del torrente Mara e del lago; il fiore stilizzato di peonia del monte Generoso è simbolo della montagna che domina il territorio comunale; le stelle rappresentano i tre comuni fondatori.

## Infrastrutture e trasporti
Nel Quartiere di Maroggia si trova la stazione di Maroggia-Melano, sulla ferrovia del Gottardo. 
I battelli della Società di Navigazione del Lago di Lugano fermano a Maroggia.